# Argument der Periapsis

Argument der Periapsis ω und die weiteren Bahnelemente a, e, i, Ω, und T.

Das Argument der Periapsis, ω, ist eines der sechs Bahnelemente zur Lagebezeichnung einer Keplerellipse im Raum. Der Winkel legt die Orientierung der Apsis (große Halbachse) fest. Er wird vom aufsteigenden Knoten entlang der Bahnebene bis zur Periapsis gemessen. So bedeutet ein Winkel von 0°, dass ein Orbitalobjekt dann am nächsten beim Zentralkörper ist, wenn es die Referenzebene von Süden nach Norden überschreitet. Ein Winkel von 90° bedeutet, dass ein Orbitalobjekt dann am nächsten beim Zentralkörper ist, wenn es seinen nördlichsten Punkt erreicht hat. 
Je nach Zentralkörper sind die Bezeichnungen gebräuchlich:
- Erde: Argument des Perigäums
- Sonne: Argument des Perihels
- allgemein: Argument der Periapsis

Die Lage der Periapsis kann auch durch die Länge der Periapsis ϖ beschrieben werden. Diese wird zunächst vom Frühlingspunkt rechtläufig entlang der Ekliptik bis zum aufsteigenden Knoten und von dort ebenfalls entlang der Bahn bis zur Periapsis gezählt. Sie ist also die Summe aus der Länge des aufsteigenden Knotens Ω und dem Argument der Periapsis ω.
Im Falle der Erdbahn sind keine Bahnknoten definiert, da die Erdbahnebene mit der Ekliptikebene zusammenfällt und keine Schnittlinie zwischen beiden existiert. Soll die Lage des Erdbahn-Perihels beschrieben werden, so kann dies nur durch Angabe der Länge des Perihels geschehen. Es vereinfacht sich in diesem Fall zum Winkel zwischen Frühlingspunkt und Perihel.
Die Lage der Periapsis wird außerdem auch durch den Laplace-Runge-Lenz-Vektor {\displaystyle {\vec {A}}} angegeben.